# Горные лыжи

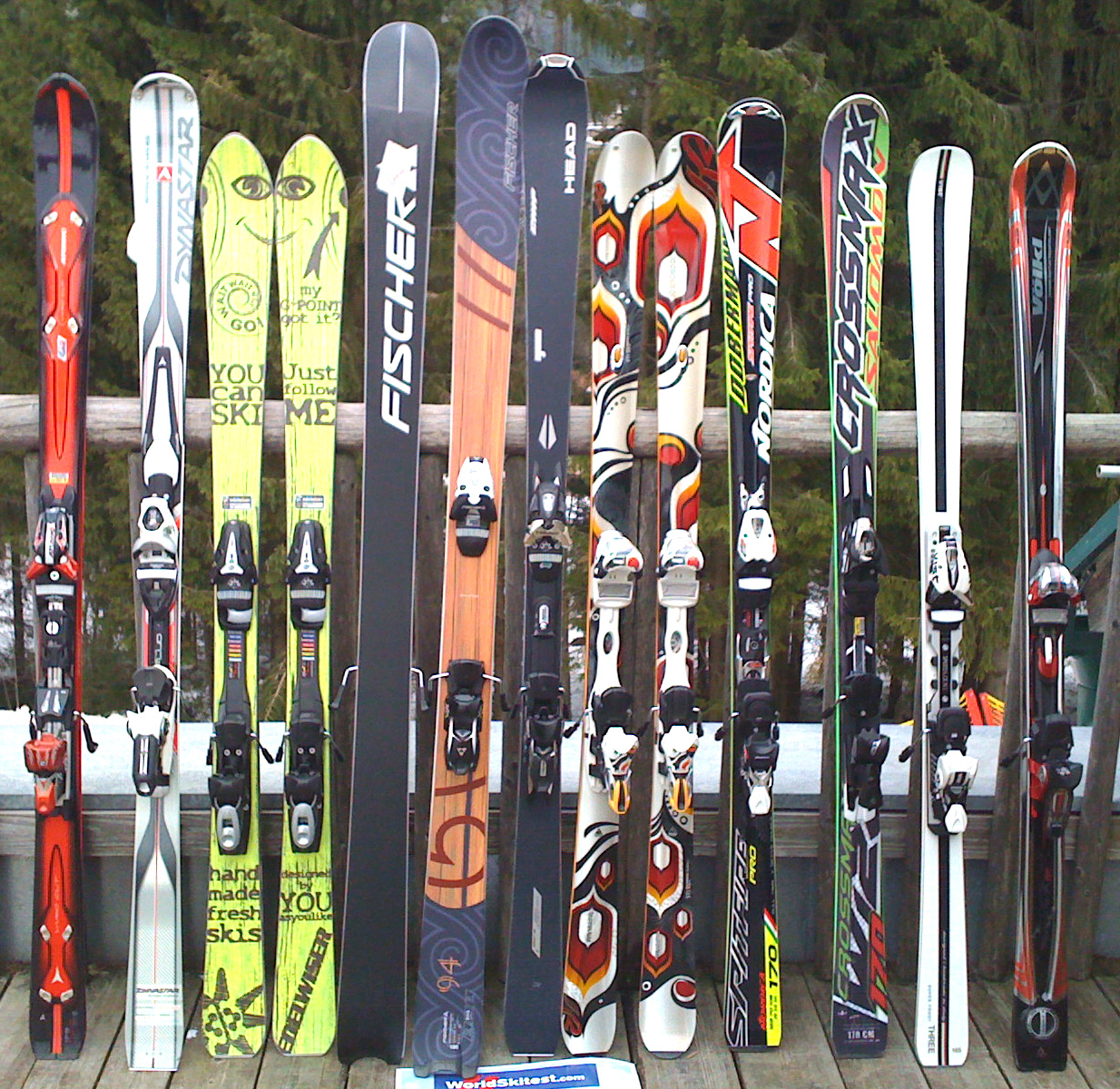
Горные лыжи сезона 2009/10

Го́рные лы́жи — особая разновидность лыж, используемая для спуска с горных склонов и в горнолыжном спорте.

## История
История современных горных лыж начинается с конца XVIII века, когда в Норвегии появились прочные деревянные лыжи, на которых можно было спускаться по склонам гор. Сначала для спуска с гор использовались обычные лыжи с полужёсткими креплениями, ботинок крепился к лыжам посредством кожаных ремней и металлических скоб. В 1930-е годы в Австрии ввели металлический кант, что делало лыжи долговечнее и удобнее в управлении.
Следующие большие изменения в конструкции произошли после появления пластика. С помощью покрытых снизу пластиком лыж достигалась гораздо большая скорость, чем с помощью простых деревянных, что также повлекло за собой упрочнение конструкции лыж, креплений и ботинок. Горные лыжи обрели собственный вариант креплений, с жёстко фиксированной пяткой, и специальные ботинки.
Первые лыжи, которые использовались для спуска с гор имели длину более 2-х метров. С развитием техники катания, менялась длина, геометрия и материалы. Кроме простых видов горнолыжного спорта с поворотами имеющими длинный радиус, появились виды спусков с более коротким радиусом, например «слалом». Экипировка сборной СССР образца 1975 года включала лыжи для слалома длиной 210 см. В 1995 году средняя длина слаломных лыж составляла 180 см, а в 2005 уже меньше 165 см.
Вместе с изменением горных лыж, менялась и техника спусков.
На рубеже XX и XXI веков произошла так называемая «карвинговая революция», приведшая к переходу на совершенно новую геометрию горных лыж. Такие лыжи называют карвинговыми. Карвинг от латинского carve — резать. Carving — общее название современных (на 2014 год) лыж, предназначенных для «карвинговой» техники катания. Широко используются с конца XX века. Такие лыжи, за счёт своей геометрии, легче входят в поворот, надёжнее контролируются на скорости и могут проходить поворот без (или с минимумом) бокового проскальзывания. Таким образом, они существенно отличаются от морально устаревших, более ранних горных лыж тем, что имеют боковой вырез придающий лыжам новые геометрические параметры такие как: ширина носа, талии и пятки. Измеряются данные параметры в миллиметрах. Так же, существует ещё один параметр, который тоже отсутствовал в лыжах с «классической» геометрией, это радиус бокового выреза, он измеряется в метрах. Примерно в то же время стали распространяться широкие горные лыжи, предназначенные для катания по целине вне подготовленных трасс.

## Классификация горных лыж
В зависимости от назначения и техники катания лыжи можно классифицировать так:
- Big-mountain/Backcountry/Freeskiing/Fat/Фрирайд (Freeride) — широкие или очень широкие лыжи для фрирайда (внетрассового катания). Появление их на стыке XX и XXI веков[2] было, возможно, большей инновацией, чем «карвинговая революция», произошедшая примерно в то же самое время.[2]
- Racing — специализированные спортивные карвинговые лыжи, предназначены для катания на подготовленных склонах. Разделяются на лыжи для слалома, слалома-гиганта, супер-гиганта, скоростного спуска, ски-кросса.[3]. Характеристики спортивных лыж нормируются правилами FIS.[4]
  - слалом (SL) — неширокие и недлинные (для мужчин 165см) лыжи для трассы с боковым вырезом небольшого радиуса (для мужчин 13м)[4]
  - гигантский слалом (GS) — лыжи для слалома-гиганта с радиусом бокового выреза 35 м для мужчин и 30 м для женщин, они длиннее слаломных лыж.[4]
  - супергигант (SG). Лыжи ещё более длинные и с большим радиусом выреза, чем для GS.[4]
  - скоростной спуск (DH) — очень длинные лыжи с радиусом более 50 м, предназначенные для больших скоростей.[4]
- All-mountain/All-terrain/Allround[3] — универсальные карвинговые горные лыжи, предназначены для любительского катания. Они удовлетворительно работают при самом разном состоянии склона, в каждом отдельном случае уступая лыжам специализированным, что является платой за компромисс.[2]
- Freestyle — Лыжи для фристайла — лыжи акробатических упражнений в специально подготовленных лыжных парках, предполагают прыжки с трамплинов, акробатику в пайпе, могульную трассу (специально подготовленные бугры). Могут быть твинтипами (быть загнуты с обеих сторон) для большей надёжности при прыжке и приземлении.[источник не указан 4173 дня]
  - Aerials — лыжи для воздушной акробатики.
  - Moguls — лыжи для могула. Отличает геометрия без ярко выраженной талии. Мягкие.
  - P&P (Park & Pipe) — название иногда используется для фристайла новой школы.[2]
- Скиборды — короткие карвинговые лыжи. Короткие лыжи с длиной от 60 до 120 см, применяются в том числе и для трюков. Известны также как Snow blades или Big foot.[5]
- Лыжи для скитура и скиальпинизма.

### Характеристики лыж
- Радиус (R) или боковой вырез лыжи, или радиус бокового выреза — обозначается буквой R на профиле с указанием его значения в метрах. В требованиях FIS, это чисто геометрическая характеристика. Радиус вычисляется по специальной формуле исходя из размеров лыжи: её длины и ширины в носке, пятке и талии. Радиус напрямую связан с назначением лыж, он характеризует склонность лыжи к поворотам. Среди спортивных лыж, самый малый радиус имеют лыжи для слалома, соответственно, у них талия самая узкая относительно носка и пятки. Радиус больше у лыж для супергиганта и ещё больше у лыж для скоростного спуска.[4]
- Длина лыжи — геометрическая характеристика, в требованиях FIS измеряется по плоскости скользящей поверхности. Определяет устойчивость лыжи на ходу. Так, среди спортивных лыж, самые короткие лыжи слаломные (они же имеют меньший радиус), а самые длинные — для скоростного спуска (они же имеют наибольший радиус).[4]
- Ширина носка, Ширина талии, Ширина пятки — геометрические размеры лыжи в миллиметрах, соответственно, в носке, самом узком месте и в конце лыжи. Эти размеры так же связаны с назначением лыжи. Для спортивных дисциплин, эти величины нормируются правилами FIS.[4] Лыжи для целины заметно шире лыж для подготовленной трассы, ширина универсальных лыж находится где-то посередине.[2]

### Жёсткость
- Торсионная жёсткость — сопротивление скручиванию.
- Продольная жёсткость — сопротивление прогибу.

В зависимости от назначения лыжи, сильно меняются и требования к её жёсткости. Лыжа может быть жёсткой на скручивание, но мягкой на прогиб.
Распределение жёсткости по лыже у разных моделей неоднородно. Как правило, пятка лыжи несколько мягче носка. Иногда лыжа имеет жёсткую центральную часть, легко сгибаясь на концах.

## Конструкция лыж
«Сэндвич» — лыжа состоит из нескольких слоев материалов, соединённых в лыже подобно бутерброду. Все они «работают». Жёсткость, обычно, обеспечивают нижний и верхний слой, выполненные из жёстких материалов.
«Кэп» — роль основного, конструктивного «несущего слоя» выполняет профиль лыжи выполненный в виде «чашки» (кэпа), а сердечник лыжи полностью находится внутри этого самого кэпа.
«Короб» (Монокок) — более новый тип конструкции лыж, который конкурирует с традиционными «сэндвичами» и «кэпами». В данной конструкции середина лыжи находится в «обёртке» из синтетических материалов или в металлической оплётке со всех сторон. Такая конструкция обеспечивает большую торсионную жёсткость лыжи (лыжа не скручивается при нагрузке). Лыжа с большей торсионной жёсткостью устойчивее в повороте, мягко идёт по дуге, менее чувствительна к неровностям рельефа.
«Полукэп»—имеет в конструкции как кэп, так и сэндвич. Сэндвич под платформой, кэп в носке и пятке.

### Крепления
К ботинкам лыжи крепятся с помощью креплений. Крепления состоят из 2-х независимых частей "носка" и "пятки", которые могут устанавливаться как непосредственно на лыжу, так и на платформу, которая закреплена на лыже. На старших моделях лыж часто применяются интегрированные системы лыжа-платформа-крепление, которые облегчают процесс установки креплений, а также обеспечивают возможность прогиба лыжи под жёсткой подошвой ботинка. Рядом с "пяткой" размещается аварийный тормоз (ski-stop), предотвращающий движение лыжи, если в креплении нет ботинка.
Горнолыжные крепления обеспечивают жесткое сцепление лыж с ботинками и высвобождение ботинка в случае травмоопасных нагрузок на ногу лыжника, которые могут возникнуть при падении лыжника или столкновении лыжи с препятствием. Усилие срабатывания регулируется по шкалам на "носке" и "пятке" крепления, шкала усилий стандартизирована DIN и обозначается цифрами. Диапазоны шкал DIN для детских креплений составляют от 0.5 до 4, любительских креплений начального уровня 3-10, любительских креплений экспертного уровня — 5-15, профессиональных, гоночных от 15 и выше.
Подбор усилия срабатывания крепления осуществляется по таблицам с учётом длины ботинка, роста, веса, уровня катания лыжника. Начинающим лыжникам для настройки креплений необходимо обращаться в сервисный центр.
Задачей горнолыжного крепления является удержать лыжу на ноге, при сильном, коротком, импульсном ударе и освободить её при нарастающем воздействии с небольшим усилием. Высокая эластичность крепления предотвращает ложные срабатывания и помогает лыжнику избежать травм при сложном падении, где пристёгнутые к ногам лыжи представляют опасность для здоровья лыжника и окружающих.
Анатомия горнолыжного крепления